# 히로시마 화물 터미널역
히로시마 화물 터미널 역(일본어: 広島貨物ターミナル駅)은 일본 히로시마현 히로시마시 미나미구에 있는 일본화물철도 산요 본선의 화물역이다. 서류 상은 게이비 선도 상호 운행하는 일로 되어 있지만, 현재는 게이비 선부터 이 역으로의 출입은 없고, 운행 시각표에도 이 역은 전 열차가 통과하지 않기 때문에, 산요 본선과의 분기로 취급하고 있다.

## 구조
- 3면의 컨테이너 승강장, 발착선 하역방식(E&S 방식)을 채용하는 4개의 발착 하역선, 그 외 몇 개의 측선을 가진다.
- 승무원 기지인 히로시마 기관구나, 영업 창구인 JR 화물 히로시마 영업소를 병설한다.

## 취급 화물
- 컨테이너 화물
  - 12ft 컨테이너, 20·30ft 대형 컨테이너, 20ft ISO 규격 해상 컨테이너(중량 20톤까지)를 취급한다.
- 임시 차급 화물
- 산업 폐기물 · 특별 산업 폐기물의 취급 허가를 얻는다.

## 역사
- 1969년 3월 1일 : 히가시히로시마역(일본어: 東広島駅)으로서 개업.
- 1987년 4월 1일 : 민영화에 의해, 일본화물철도로 이관.
- 1995년 12월 22일 : 히로시마 화물 터미널 역으로 개칭.

## 인접 정차역
| 서일본 여객철도 산요 본선 | 서일본 여객철도 산요 본선 | 서일본 여객철도 산요 본선 |
| ------------------------- | ------------------------- | ------------------------- |
| 덴진가와 고베 방면        | ■ 산요 본선               | 히로시마 모지 방면        |